# Bellshill
Bellshill (spreekt uit als Bells-hill) is een stad (town) in North Lanarkshire, Schotland. De plaats ligt 16 km ten zuidoosten van het centrum van Glasgow en 59,5 km ten westen van Edinburgh. Andere nabijgelegen steden zijn Motherwell (3 km), Hamilton (5 km) en Coatbridge (5 km). Van 1996 tot 2016 maakt Bellshill deel uit van het grootstedelijk gebied Greater Glasgow. Sindsdien wordt tot de ‘settlement’ van Motherwell en Wishaw gerekend, dat een totale populatie van ongeveer 125.000 inwoners heeft. Bellshill zelf heeft een bevolking van 19.700 inwoners.

## Transport
Bellshill ligt tussen de belangrijkste snelwegen van Schotland in: de M8 van Glasgow naar Edinburgh, de M74 van Glasgow naar de Engelse grens bij Gretna en de M73 die deze twee verbindt. Ten westen van de stad loopt de A725 die deze twee snelwegen verbindt en daarnaast de verbinding vormt met Coatbridge, East Kilbride en Blantyre. In het centrum kruisen de A721 en de A775 elkaar. De A721 loopt van Glasgow en Viewpark naar Bellshill en verder naar het zuiden richting Motherwell en Wishaw. De A775 start in Bellshill en verbindt de stad met het aaneengesloten Holytown.
Ten oosten van Bellshill verbindt een spoorwegknooppunt de Argyle Line en Shotts Line met elkaar. Beide lijnen hebben een stop bij het station Bellshill in het centrum.

## Geboren in Bellshill
- Billy McNeill (1940-2019), voetballer en voetbaltrainer
- Robin Cook (1946-2005), politicus van de Labour Party
- John Reid (1947), politicus van de Labour Party
- Sheena Easton (1959), Schots-Amerikaans zangeres en actrice
- Ally McCoist (1962), voetballer
- Brian McClair (1963), voetballer
- Paul McGuigan (1963), film- en televisieregisseur
- Aminatta Forna (1964), schrijfster
- Sharleen Spiteri (1967), zangeres en songwriter (Texas)
- David MacMillan (1968), scheikundige en Nobelprijswinnaar
- Malky Mackay (1972), voetballer en voetbaltrainer
- Phil O'Donnell (1972-2007), voetballer
- Steven O'Hara (1980), golfer
- Kevin McBride (1981), voetballer
- Alex Neil (1981), voetballer en voetbaltrainer
- Ross Kellett (1988), golfer
- Chris Maguire (1989), voetballer
- Anthony Ralston (1998), voetballer

## Externe link

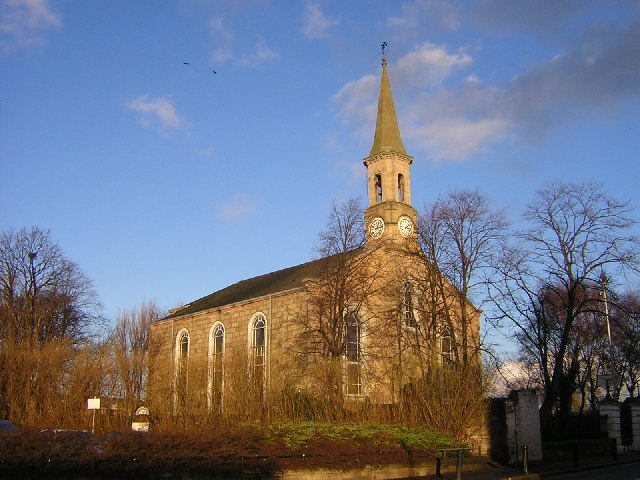
St Andrews Church
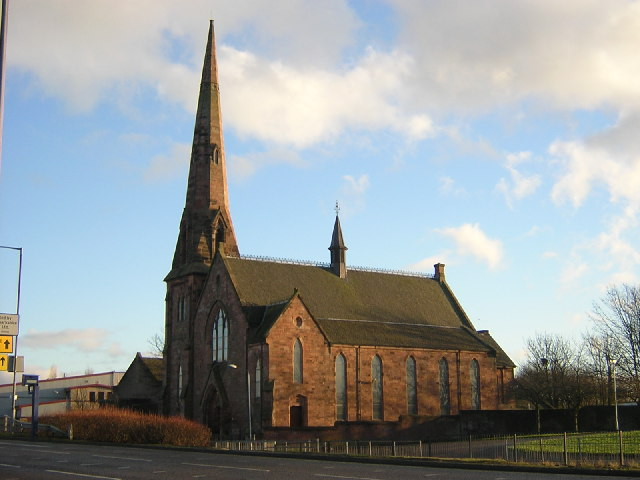
Bellshill West Parish Church
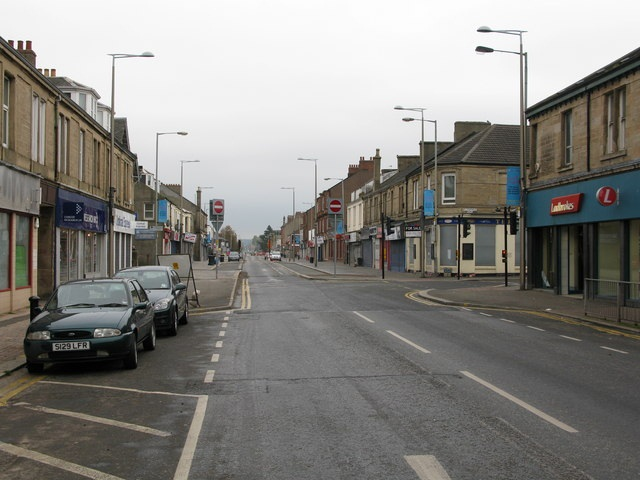
Main Street van Bellshill
Het kiesdistrict Coatbridge, Chryston and Bellshill